# ダウボーイ
『ダウボーイ』は、1984年にアメリカ合衆国でSynapse Softwareより発売されたコモドール64用ゲームソフト。日本においては、1985年12月11日にコトブキシステムからファミリーコンピュータ用ゲームソフトとして発売された（同社のファミリーコンピュータ向け参入初タイトルである）。

## ゲーム内容

### システム
ゲームの目的は主人公の「ダウボーイ」を操作し、敵陣内の捕虜収容所に潜入し、24時間以内に捕われた重要人物を救出して脱出する事である。塹壕や有刺鉄線など第一次世界大戦をモチーフにした仕掛けが随所に見られる。所謂ミリタリー系アクションゲームに属し、攻撃手段としてマシンガンとナイフを所持しており敵兵を銃撃する以外に体当たりをしても倒せる仕組みになっている。その他、TNT、ハシゴ、クリッパーといった多彩な工具や道具を駆使し、敵陣を突破していく。総ステージ数は5。ステージ5をクリアするとステージ1に戻り、ゲームが終了することなく無限に繰り返す。2プレイヤー側が誘導ミサイルを操作する事による協力&対戦プレイも可能。
制限時間内に面をクリアできなければ残機があってもゲームオーバーになる。

### アイテム
TNT(40点)
ダイナマイト。施設の爆破等に使う。無いとクリア不可能な重要アイテム。
ジライ(20点)
対戦車用だが敵兵に対しても有効。
ハシゴ(500点)
ステージ4で壁を乗り越えるのに使う。Bボタンで回収できる。
ヒューズ(200点)
導火線。TNTとセットで使用。
クリッパー(1000点)
有刺鉄線を切断するのに使う。TNTで爆破する事でも代用可。
カギ(500点)
地上に落ちているカギを拾い、マップ右端から脱出すればステージクリアとなる。いくつかのステージでは施設やドラムカンの中に隠されており、TNTで爆破して探し出す必要がある。ステージ5ではカギを使って捕虜収容所に侵入する。

## 登場キャラクター
ダウボーイ
主人公。捕虜となった重要人物を救出する為、輸送機からパラシュートで降下後、単身敵陣内に潜入する。「ダウボーイ」(Doughboy)とは第二次世界大戦以前の米軍歩兵につけられていたニックネームである(米墨戦争時に乾燥地帯を行軍していた米軍歩兵の顔が白い粉塵にまみれパン生地(Dough)のように見えた事が由来の１つとされる)。ファミコン版とコモドール64版ではデザインが異なり、前者は第二次世界大戦以降の米兵をイメージしたもの、後者は第一次世界大戦時の米兵をイメージしたものとなっていた。泳げないという設定になっていて、ステージ2で川に落ちるとミスになる。
敵兵
ダウボーイに向かってマシンガンを乱射してくる。外見はダウボーイの色違い（白）。倒した時の得点は銃撃した場合100点。体当たり（ナイフを使っている設定）した場合50点。
敵艦
ステージ2で登場。川を移動しながらダウボーイに向かって砲撃してくる。
灯台(300点)
ステージ2で登場。川沿いに多数設置されており、TNTで爆破し橋の代わりにする。
橋(100点)
ステージ2で登場。可動橋で、TNTやミサイルの爆発の衝撃で橋が降り、ショートカットに利用できる。
戦車(700点)
大型の戦車。ステージ3、4に登場。TNTか地雷で撃破可能。
ドラムカン(500点)
ステージ3で登場。多数配置されており、いずれかにカギが隠されている。
見張り台(300点)
ステージ5で登場。サーチライトを照射してくる。サーチライトに捉えられると敵兵が出現。爆破すると消える。
貯水タンク(500点)
ステージ5で登場。
敵兵舎(500点)
ステージ5で登場。多数配置されており、いずれかにカギが隠されている。
捕虜収容所(3000点)
ステージ5で登場。爆破する事で重要人物を救出できる。
重要人物(救出成功で5000点)
ステージ5で登場。彼を救出したうえで画面左端に戻れば得点が入る。何らかの原因によって彼が死亡しても画面左端に戻ればゲームクリアとなる。
ミサイル
GAME Bで登場。協力＆対戦プレイ時は2プレイヤー側が操作する。発射後、十字ボタン操作である程度の誘導が可能。

## 移植版
| No. | タイトル   | 発売日         | 対応機種               | 開発元           | 発売元           | メディア                  | 型式   | 売上本数 | 備考 |
| --- | ---------- | -------------- | ---------------------- | ---------------- | ---------------- | ------------------------- | ------ | -------- | ---- |
| 1   | ダウボーイ | 1985年12月11日 | ファミリーコンピュータ | Synapse Software | コトブキシステム | 192キロビットロムカセット | KSC-DB | -        |      |

## 音楽
オープニングタイトルとステージ1のBGMにはアメリカ民謡「君は今軍隊に居る(en:You're in the Army Now (song))」（1917年）が、ステージ2のBGMには、アメリカ民謡「ジョニーが凱旋するとき」（1863年）が使用され、ステージ5クリア時にはアメリカ国歌「星条旗」（1814年）が流れる(重要人物救出成功時のみ。救出に失敗するとステージスタート時の音楽をアレンジしたものが流れる)。

## スタッフ
コモドール64版
- ゲーム・デザイン：ケン・コーテス

ファミリーコンピュータ版
- グラフィック：すえだきみなり
- 音楽、効果音：増野宏之

## 評価
| 項目 | キャラクタ | 音楽 | 操作性 | 熱中度 | お買得度 | オリジナリティ | 総合  |
| 得点 | 2.29       | 2.17 | 2.03   | 1.94   | 1.85     | 2.60           | 12.88 |

ファミリーコンピュータ版
ゲーム誌『ファミリーコンピュータMagazine』の読者投票による「ゲーム通信簿」での評価は別記の通り12.88点（満30点）となっている。この得点は、同誌のファミリーコンピュータロムカセット部門の中では最低点となっている。